# L'Insoumise
Pour les articles homonymes, voir L'Insoumise (homonymie).
Pour plus de détails, voir Fiche technique et Distribution.
L'Insoumise (Jezebel) est un film américain réalisé par William Wyler, sorti en 1938.
En 2009, le film est rentré dans le National Film Registry pour conservation à la Bibliothèque du Congrès aux États-Unis.

## Synopsis

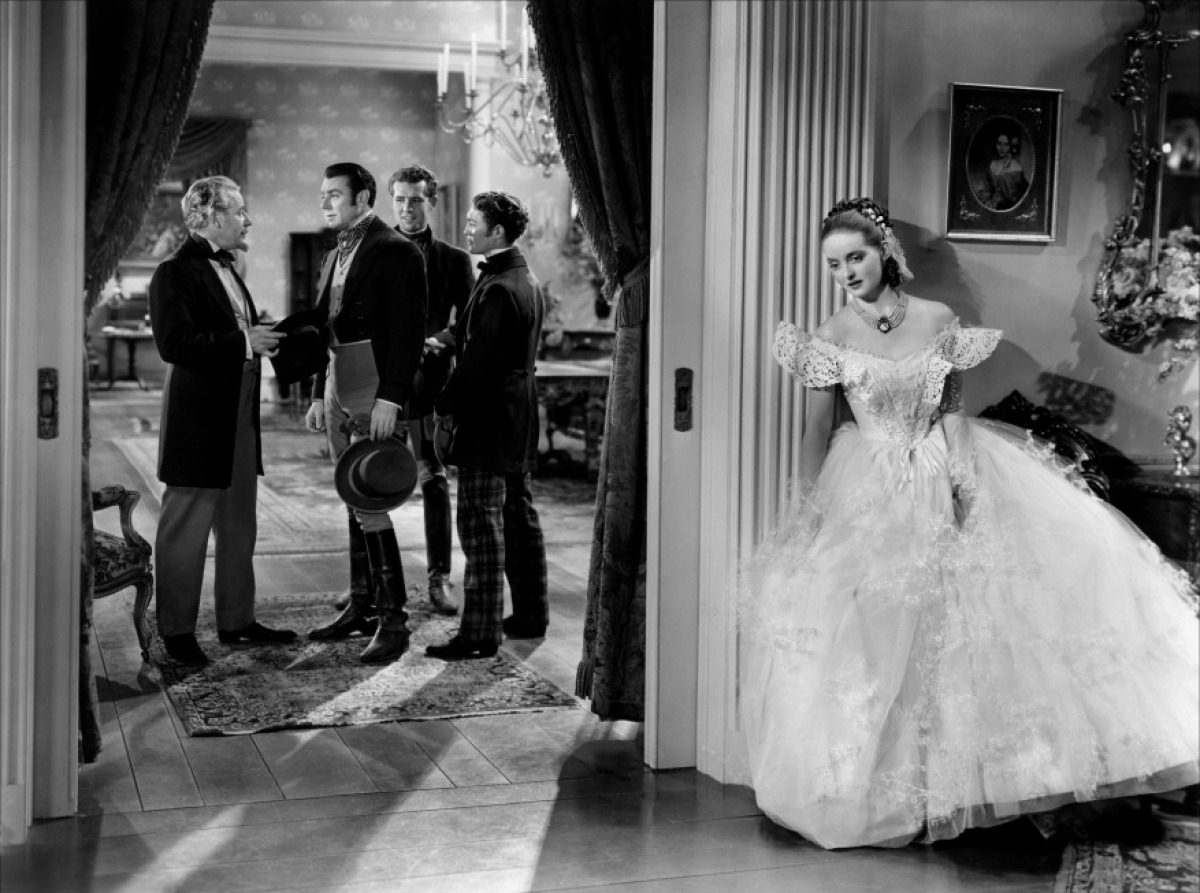
Une scène du film.

En 1852, pour se venger du fait que son fiancé, Preston Dillard "Pres" (Henry Fonda), un banquier de la Nouvelle Orléans, ait refusé de l'accompagner à l'essayage de sa robe, Julie Marsden (Bette Davis) décide de porter une tenue rouge écarlate au bal le plus important de l'année : celui où toutes les jeunes filles à marier sont vêtues de blanc. Sa famille et son fiancé sont choqués par sa décision, mais personne ne peut la convaincre de renoncer à son caprice.
Au bal de l'Olympe, l'arrivée du couple choque l'assemblée tout entière. Julie se rend compte de l'ampleur de son faux pas et supplie Pres de la ramener chez elle, mais, intraitable, il la force à danser avec lui. Les autres couples quittent la piste, les laissant poursuivre seuls. Quand l'orchestre s'arrête de jouer, Pres presse le chef d'orchestre de continuer. Pres et Julie terminent la danse, sous le regard désapprobateur des invités.
Une fois qu'il l'a ramenée chez elle, Pres fait ses adieux à Julie, rompant implicitement leurs fiançailles. Elle le gifle. Sa tante, Belle Massey (Fay Bainter), la supplie de le rappeler, pour lui demander pardon, mais elle refuse avec arrogance, certaine qu'il reviendra vers elle. Au lieu de cela, il quitte la ville pour aller dans le Nord. Julie s'enferme chez elle et refuse de recevoir les visiteurs.
Un an plus tard, Pres retourne à la Nouvelle-Orléans, pour aider le Dr Livingstone (Donald Crisp) à convaincre les autorités de la ville de prendre des mesures nécessaires pour prévenir une épidémie de fièvre jaune. En l'honneur de son ancien fiancé, Julie organise une réception chez elle, comptant sur le pardon de Pres et le retour de son amour. À son grand désespoir, Pres arrive au bras d'une autre femme, Amy (Margaret Lindsay), qu'il a épousée alors qu'il était dans le Nord.
Désespérée, Julie pousse un de ses admirateurs, duelliste réputé, Buck Cantrell (George Brent), à se disputer avec Pres, mais la querelle tourne mal. C'est le jeune frère inexpérimenté de Pres (Richard Cromwell) qui provoque Buck en duel, dont il sort victorieux.
Comme le Dr Livingstone l'avait prévu, une épidémie de fièvre jaune frappe la ville. Pres tombe malade et, comme les autres malades, doit être mis en quarantaine sur une île, à l'écart de la ville. Amy se prépare à aller au lazaret pour s'occuper de son mari, mais Julie l'arrête. Elle dit à la Nordiste qu'elle ne saura pas comment traiter avec les esclaves et les usages en vigueur sur l'île. Elle lui demande, en suppliant, d'y aller à sa place comme un acte de rédemption. Amy hésite, craignant que Pres aime encore son ancienne fiancée. Julie admet que Pres ne l'aime plus et Amy lui donne sa bénédiction pour accompagner son mari.

## Fiche technique
- Titre : L'Insoumise
- Titre original : Jezebel
- Réalisation : William Wyler, assisté de John Huston (non crédité)
- Scénario : Clements Ripley (en), Abem Finkel, John Huston, Robert Buckner d'après la pièce Jezebel de Owen Davis
- Production : William Wyler, Henry Blanke (producteur associé) et Hal B. Wallis (producteur exécutif)
- Société de production : Warner Bros. Pictures
- Musique : Max Steiner
- Photographie : Ernest Haller
- Montage : Warren Low
- Direction artistique : Robert Haas
- Décors de plateau : Fred M. MacLean (non crédité)
- Costumes : Orry-Kelly
- Pays de production :  États-Unis
- Format : Noir et blanc - 35 mm - 1,37:1 - Son : Mono
- Genre : Drame
- Durée : 104 minutes
- Dates de sortie :
  - États-Unis : 10 mars 1938 (première à New York), 26 mars 1938 (sortie nationale)
  - France : 5 octobre 1938

## Distribution
- Bette Davis (VF : Lucienne Givry) : Julie Marsden
- Henry Fonda : Preston Dillard
- George Brent : Buck Cantrell
- Margaret Lindsay : Amy Dillard
- Donald Crisp : Dr. Livingstone
- Fay Bainter : Tante Belle
- Richard Cromwell : Ted
- Henry O'Neill : Général Bogardus
- Spring Byington : Mme Kendrick
- John Litel : Jean La Cour
- Gordon Oliver : Dick Allen
- Janet Shaw : Molly Allen
- Theresa Harris : Zette
- Margaret Early : Stephanie Kendrick
- Irving Pichel : Huger
- George Renevant : De Lautruc

Acteurs non crédités
- Frederick Burton : Premier directeur
- Davison Clark : Shérif-adjoint
- Ann Codee : Mme Poulard
- Stuart Holmes : Docteur au duel
- Sam McDaniel : Chauffeur
- Louis Mercier : Compagnon de bar
- Charles Middleton : Officier
- Charles Wagenheim : Client

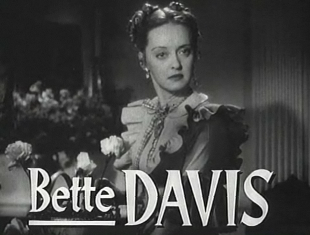
Bette Davis dans le générique de l'Insoumise.
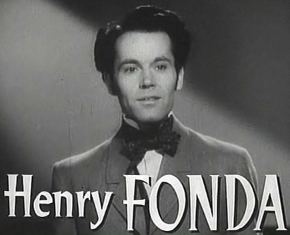
Henry Fonda dans le générique de l'Insoumise.
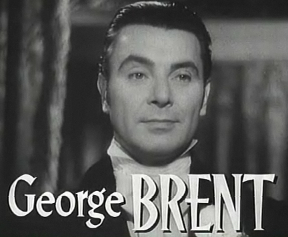
Georges Brent dans le générique de l'Insoumise.
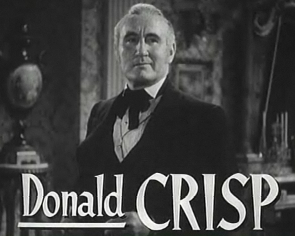
Donald Crisp dans le générique de l'Insoumise.
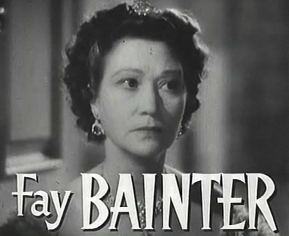
Fay Bainter dans le générique de l'Insoumise.

## Production
- En 1936, les relations entre Bette Davis et Jack Warner, un des patrons de la Warner Bros., étaient plutôt orageuses et l’actrice venait de perdre un procès qui l’opposait à son studio de production[1]. Mécontente des rôles que lui imposait la compagnie, elle avait refusé plusieurs films ce qui lui avait valu, d’ailleurs, une mise à pied de trois mois[2]. Dans un esprit de réconciliation avec Bette Davis, Jack Warner avait acheté les droits, en janvier 1937, d’une pièce d’Owen Davis pour permettre à la star de revenir[3]. Cette pièce, Jezebel, avait été interprétée par Miriam Hopkins dans le rôle principal mais n’avait pas obtenu un grand succès[4]. Avec cette production, la Warner Bros. pensait tenir non seulement le grand rôle capable de faire oublier à Bette Davis celui de Scarlett O'Hara qu’elle n’avait pas obtenu pour Autant en emporte le vent, mais aussi un film capable de rivaliser et même d’exploiter la campagne publicitaire de ce dernier[5].

- Les similitudes entre L’Insoumise et Autant en emporte le vent n’étaient pas dues au hasard[2]. Les deux films ont les mêmes ingrédients : une héroïne, riche héritière passionnée, capricieuse et déterminée ; un bel homme du Sud ; un autre personnage féminin doux et exemplaire ; une vision du Sud assez glorieuse et des catastrophes en quantité[2]. À cause de cette similitude entre les deux projets, la Warner, studio de production de L’Insoumise, mit les bouchées doubles pour terminer le film avant Autant en emporte le vent, malgré les protestations de David O. Selznick qui accusait la firme de concurrence déloyale. Mais prudents, les producteurs de la Warner éludèrent certaines scènes trop semblables à celle du roman de Margaret Mitchell[2]. Malgré les retards, le film sortit sur les écrans neuf mois avant le premier jour de tournage d’Autant en emporte le vent[2], avec comme slogan publicitaire : « Moitié ange, moitié sirène, entièrement femme ! »[6]

- Pendant huit mois, les producteurs, réalisateurs et scénaristes de la Warner s’attelèrent à l’adaptation du film qui semblait insoluble[3]. Faute de résultats probants, la compagnie engagea alors un réalisateur réputé pour faire aboutir les scénarios les plus ardus, William Wyler. Le réalisateur discuta de ses problèmes d’adaptation avec un scénariste qu’il hébergea provisoirement, John Huston. Emballé par ces idées, il demanda à Hal B. Wallis, un des producteurs du film, de laisser travailler Huston au scénario pour pouvoir se consacrer entièrement à la réalisation[3].

- Quand on lui offrit le rôle de L’Insoumise, malgré ses aspirations à ce rôle[3], Bette Davis pensa ne recevoir qu'une maigre consolation au fait de ne pas avoir obtenu celui de Scarlett O'Hara[2]. La suite lui donna tort, car outre le succès du film, l’un des plus grands de 1938, elle reçut l'Oscar de la meilleure actrice pour ce rôle (son second, après celui de 1936 pour l’Intruse) et L’Insoumise reçut cinq nominations et un autre Oscar.

### Critiques et commentaires
- Pour Henri Colpi, « Wyler est le grand maître du cinéma pour l’analyse psychologique dans une atmosphère donnée. L’Insoumise est la plus belle étude de caractère du parlant » [7]. De son côté, François Truffaut, avant sa période de cinéaste, écrivait : « Chef-d'œuvre du cinéma psychologique, L'Insoumise prouve, peut-être, que rien ne vieillit plus mal que les films psychologiques. »

- Une des musiques du film est tirée de l'étude no 3 en mi majeur op. 10 de Frédéric Chopin.

- Le titre original (Jezebel) est mentionné dans un commentaire de Tante Belle (Fay Bainter) au sujet de Julie Marsden (Bette Davis). Après que cette dernière a semé la discorde parmi ses invités, Tante Belle compare sa nièce au personnage biblique Jézabel.[réf. souhaitée]

## Distinctions

### Récompenses
- Oscars 1939 :
  - Meilleure actrice : Bette Davis
  - Meilleure actrice de second rôle : Fay Bainter
- National Film Preservation Board en 2009

### Nominations
- Oscars 1939 :
  - Meilleure photographie : Ernest Haller
  - Meilleure musique de film : Max Steiner
  - Outstanding Production : Warner Bros